# Helladia flavescens
Helladia flavescens är en skalbaggsart som först beskrevs av Gaspard Auguste Brullé 1832.  Helladia flavescens ingår i släktet Helladia och familjen långhorningar. Inga underarter finns listade i Catalogue of Life.